# Zájezd
Zájezd település Csehországban, a Kladnói járásban. Zájezd Číčovice, Stehelčeves, Dřetovice, Buštěhrad, Makotřasy és Libochovičky településekkel határos. Lakosainak száma 138 fő (2024. január 1.).

## Népesség
A település lakosságának változását az alábbi diagram mutatja:
| Lakosok száma | 239  | 235  | 331  | 209  | 111  | 97   | 120  | 133  | 124  | 138  |
|               | 1869 | 1890 | 1921 | 1950 | 1980 | 2001 | 2017 | 2019 | 2022 | 2024 |